# Manfred Winkelhock
Manfred Winkelhock, född 6 oktober 1951 i Waiblingen, död 12 augusti 1985 i Kanada, var en tysk racerförare. Han var bror till racerföraren Joachim Winkelhock och far till racerföraren Markus Winkelhock. Winkelhock avled i sviterna av skadorna han ådrog sig i en krasch på Mosport Park (nuvarande Canadian Tire Motorsport Park) 11 augusti 1985.

## Racingkarriär
Winkelhock var känd som en snabb men vild förare i formel 2. Han tävlade i formel 1 under första hälften av 1980-talet. Winkelhock debuterade genom att försöka kvala in till Italiens Grand Prix 1980 som ersättare i Arrows för Jochen Mass, som var skadad, men lyckades inte. 
Winkelhock återkom säsongen 1982 i ATS. Bilen var knappast tillförlitlig men trots detta kvalificerade han sig till åtskilliga lopp men han råkade ut för många olyckor och få resultat. Hans största framgång blev femteplatsen i Brasilien 1982 vilken gav honom en tjugoandraplats i formel 1-VM 1982.
Säsongen 1985 tävlade Winkelhock, förutom i formel 1 för RAM, också i Sportvagns-VM, där han vann Monza 1000 km ihop med schweizaren Marc Surer. 

## Död

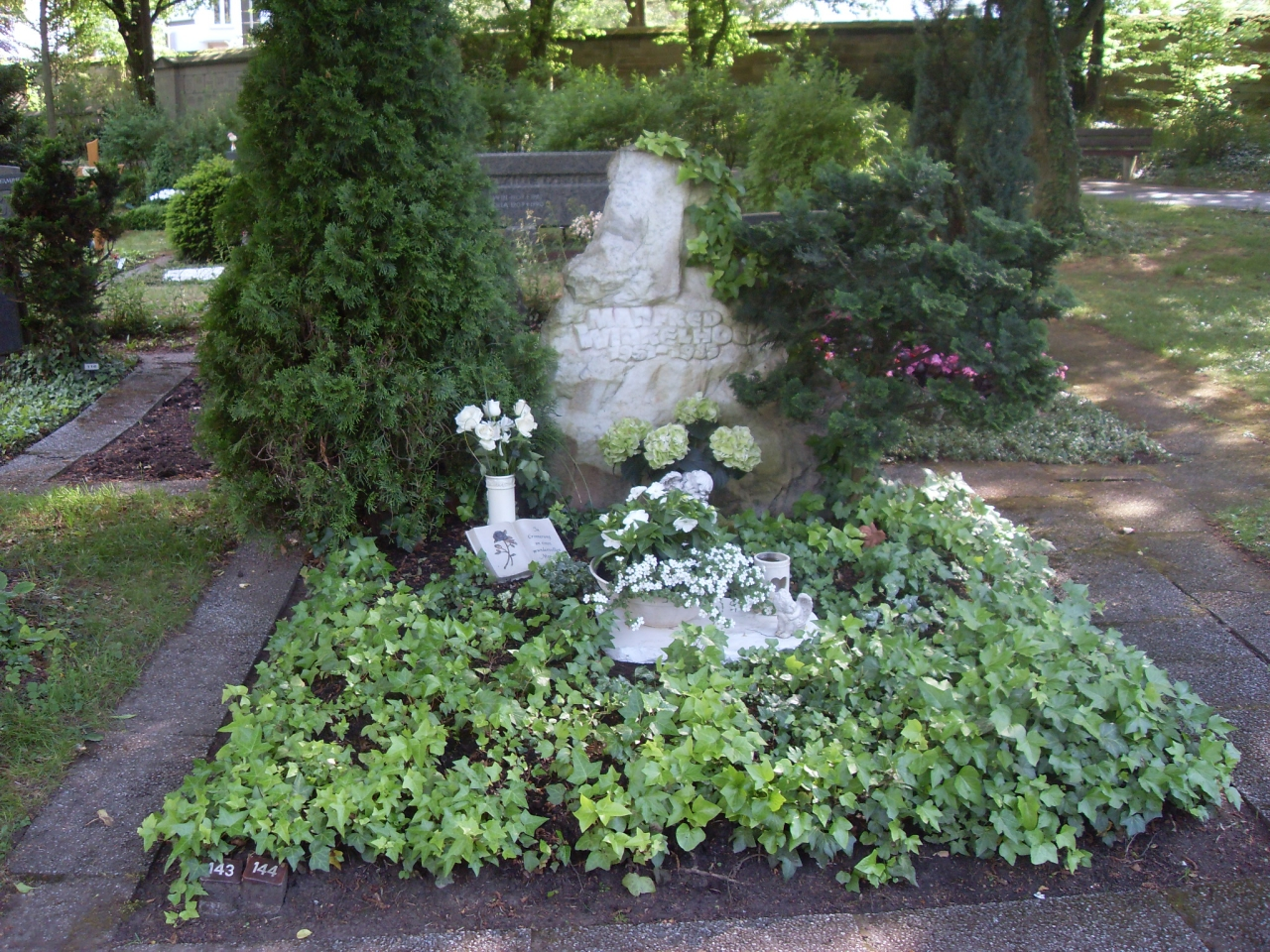
Manfred Winkelhocks grav.

Under loppet Mosport 1000 km som ingick i Sportvagns-VM och som kördes på Mosport Park i Kanada 11 augusti 1985 förlorade Winkelhock kontrollen över sin Kremer Porsche 962C som i hög hastighet kolliderade med en cementmur. Winkelhock ådrog sig så svåra skallskador att han avled dagen efter på Sunnybrook Medical Center i Toronto. Manfred Winkelhock är gravsatt på Friedhof Waiblingen i Waiblingen.

## F1-karriär
| Säsong | Stall/Tillverkare   | Poäng | Placering |
| ------ | ------------------- | ----- | --------- |
| 1980   | Arrows-Ford         | 0     | –         |
| 1982   | ATS-Ford            | 2     | 22        |
| 1983   | ATS-BMW             | 0     | –         |
| 1984   | ATS-BMW Brabham-BMW | 0     | –         |
| 1985   | RAM-Hart            | 0     | –         |

| 1. San Marino 1982 2. Nederländerna 1983 3. Brasilien 1984 |